# Requisito funzionale
Un requisito funzionale (F, RF, o FR dall'inglese "functional requirement"), nell'ambito dell'ingegneria del software, è un requisito che definisce una funzione di un sistema di uno o più dei suoi componenti, definendone la tipologia degli ingressi e delle uscite, nonché il comportamento.
Ad esempio, requisiti funzionali per una televisione possono essere l'accendersi e lo spegnersi, cambiare canale e modificare il volume.

## L'esecuzione di un requisito funzionale
Secondo la definizione fornita dall'ingegnere del software e mantenitore dei portali IngegneriadelSoftware.online e AnalisedeRequisitos.com.br, Alff Francilvio, l'esecuzione di un requisito funzionale si dà a partire da una richiesta, sia di un utente che del proprio software. 
Tutti esprimono funzionalità che il sistema deve eseguire a seguito della richiesta o dell’azione di un utente, in modo da poterli identificare facilmente come requisiti funzionali. Un requisito funzionale può essere eseguito anche a seguito dell’esecuzione di un requisito precedente, che include tale requisito nella sua esecuzione.